# امام تپه
امام تپه مربوط به دوره ساسانیان است و در شهرستان خدابنده، بخش مرکزی، روستای پرچین واقع شده و این اثر در تاریخ ۱۷ اسفند ۱۳۸۱ با شمارهٔ ثبت ۷۸۰۵ به‌عنوان یکی از آثار ملی ایران به ثبت رسیده است.